# La Narça
Lanarsa (en francès Lanarce) és un municipi francès situat al departament de l'Ardecha i a la regió d'Alvèrnia-Roine-Alps. L'any 2007 tenia 173 habitants.

## Demografia

### Població
El 2007 la població de fet de Lanarce era de 173 persones. Hi havia 76 famílies de les quals 24 eren unipersonals (8 homes vivint sols i 16 dones vivint soles), 32 parelles sense fills i 20 parelles amb fills.
La població ha evolucionat segons el següent gràfic:
Habitants censats

### Habitatges
El 2007 hi havia 258 habitatges, 84 eren l'habitatge principal de la família, 161 eren segones residències i 12 estaven desocupats. 222 eren cases i 34 eren apartaments. Dels 84 habitatges principals, 58 estaven ocupats pels seus propietaris, 10 estaven llogats i ocupats pels llogaters i 16 estaven cedits a títol gratuït; 2 tenien una cambra, 5 en tenien dues, 21 en tenien tres, 20 en tenien quatre i 36 en tenien cinc o més. 59 habitatges disposaven pel capbaix d'una plaça de pàrquing. A 50 habitatges hi havia un automòbil i a 24 n'hi havia dos o més.

### Piràmide de població
La piràmide de població per edats i sexe el 2009 era:
| Homes | Edats   | Dones |
| ----- | ------- | ----- |
| 0     | 95 o +  | 0     |
| 0     | 90 a 94 | 0     |
| 4     | 85 a 89 | 4     |
| 0     | 80 a 84 | 8     |
| 8     | 75 a 79 | 4     |
| 4     | 70 a 74 | 12    |
| 4     | 65 a 69 | 8     |
| 4     | 60 a 64 | 12    |
| 16    | 55 a 59 | 4     |
| 0     | 50 a 54 | 8     |
| 16    | 45 a 49 | 0     |
| 16    | 40 a 44 | 0     |
| 4     | 35 a 39 | 16    |
| 4     | 30 a 34 | 0     |
| 4     | 25 a 29 | 4     |
| 4     | 20 a 24 | 0     |
| 4     | 15 a 19 | 4     |
| 8     | 10 a 14 | 4     |
| 8     | 5 a 9   | 4     |
| 4     | 0 a 4   | 0     |

## Economia
El 2007 la població en edat de treballar era de 106 persones, 76 eren actives i 30 eren inactives. De les 76 persones actives 71 estaven ocupades (46 homes i 25 dones) i 5 estaven aturades (1 home i 4 dones). De les 30 persones inactives 16 estaven jubilades, 5 estaven estudiant i 9 estaven classificades com a «altres inactius».

### Ingressos
El 2009 a Lanarce hi havia 86 unitats fiscals que integraven 185,5 persones, la mediana anual d'ingressos fiscals per persona era de 13.602 €.

### Activitats econòmiques
Dels 18 establiments que hi havia el 2007, 3 eren d'empreses alimentàries, 1 d'una empresa de fabricació d'altres productes industrials, 4 d'empreses de comerç i reparació d'automòbils, 2 d'empreses de transport, 5 d'empreses d'hostatgeria i restauració, 1 d'una empresa immobiliària i 2 d'empreses classificades com a «altres activitats de serveis».
Dels 6 establiments de servei als particulars que hi havia el 2009, 1 era una gendarmeria, 1 oficina de correu, 1 taller de reparació d'automòbils i de material agrícola, 2 restaurants i 1 saló de bellesa.
Dels 5 establiments comercials que hi havia el 2009, 1 era una botiga de més de 120 m², 1 una botiga de menys de 120 m² i 3 carnisseries.
L'any 2000 a Lanarce hi havia 17 explotacions agrícoles que ocupaven un total de 185 hectàrees.

## Poblacions més properes
El següent diagrama mostra les poblacions més properes.